# بنسالم حميش
بنسالم حميش (مواليد 13 أغسطس 1948) هو كاتب وروائي وشاعر وأستاذ فلسفة مغربي، يكتب باللغتين العربية والفرنسية. عرف برواياته التي تعيد صياغة شخصيات تاريخية أهمها شخصية ابن خلدون في رواية العلامة وابن سبعين في هذا الأندلسي والحاكم بأمر الله الفاطمي في مجنون الحكم. في 29 يوليو 2009 عين بنسالم كوزير ثقافة في حكومة عباس الفاسي.

## مسيرته
وُلد بنسالم حميش في 13 أغسطس 1948 بمدينة مكناس، وتابع دراسته العليا بالرباط ثم التحق بالمدرسة التطبيقية العليا بالسوربون بباريس. حصل على الإجازة في الفلسفة وعلى الإجازة في علم الاجتماع سنة 1970، ثم على دكتوراه السلك الثالث سنة 1974، وعلى دكتوراه الدولة سنة 1983. اشتغل أستاذا مساعدا بالمدرسة العليا للأساتذة بالرباط. يعمل حاليا أستاذا بكلية الآداب والعلوم الإنسانية شعبة الفلسفة بالمدينة نفسها.
التحق باتحاد كتاب المغرب سنة 1968.
ساهم في تحرير «المجلة المغربية للاقتصاد والاجتماع»، وأصدر سنة 1971 مجلة «البديل» التي تم توقيفها سنة 1984. وفي سنة 1990 حصل على جائزة الناقد عن روايته «مجنون الحكم»، وعلى جائزة «الأطلس» للترجمة من السفارة الفرنسية بالمغرب سنة 2000 عن روايته «العلامة».

## مؤلفاته
له كتابات بعدة مجلات: الوحدة، الفكر العربي المعاصر، المستقبل العربي، الناقد.

### روايات
- مجنون الحكم - 1990 (أدرجت الرواية ضمن أهم 105 رواية في القرن العشرين من اتحاد الكتاب العرب بسورية) كما حصلت على جائزة الناقد1990
- محن الفتى زين شامه - 1993
- سماسرة السراب - 1995
- العلامة - 1997 حصلت على على جائزة «الأطلس» للترجمة (السفارة الفرنسية بالمغرب)
- بروطابوراس.. يا ناس - 1998
- فتنة الرؤوس والنسوة 2000
- أنا المتوغل وقصص فكرية أخرى - 2004
- زهرة الجاهلية - 2004
- هذا الأندلسي - 2007 (كانت على القائمة الطويلة لبوكر 2009)
- معذبتي ـ الشروق ـ 2010 (وصلت للقائمة القصيرة بوكر 2011)
- جرحى الحياة، المركز الثقافي للكتاب، 2018

### أعمال فكرية
- في نقد الحاجة إلى ماركس - 1983
- كتاب الجرح والحكمة (الفلسفة بالفعل)- 1986
- معهم حيث هم - حوارات 1987
- التشكلات الايديولوجية في الإسلام - 1988
- الاستشراق في أفق انسداده- 1991
- في الغمة المغربية - 1997
- الخلدونية في ضوء فلسفة التاريخ - 1998
- عن قراء ابن خلدون -

### أعمال شعرية
- كناش ايش تقول - 1979
- ثورة الشتاء والصيف - 1982
- أبيات سكنتها وأخرى -1997
- ديوان الانتفاض - 2000

### سيرة ذاتية
- الذات بين الوجود والإبجاد، المركز الثقافي للكتاب، [3]2019

### أعمال بالفرنسية
- الانطلاق من ابن خلدون - 1987
- التشكلات الايديولوجية في الإسلام - 1990
- في بلاد أزماتنا - 1997
- Si la très grande ne s’opère : poème 1980
- De la formation idéologique en Islam 1981.
- Partant d’Ibn Khaldûn, penser la dépression, 1987.
- Le livre de fièvre et des sagesses, 1992.
- Au pays de nos crises: Essais sur el mal marocain, 1997.

### سيناريوهات
- 2002: أمواج البر
- 2003: علال القلدة
- 2005: علاش لا

## وصلات خارجية
- بنسالم حميش من مكناس في برنامج المشاء